# Georges du Louët
Pour les articles homonymes, voir Louët.
Georges du Louët ou Georges Louet est un prélat français du XVIIe siècle qui fut agent général du clergé de France puis évêque de Tréguier.

## Biographie
Georges du Louët  ou mieux Georges Louet né dans une ancienne famille noble d'Anjou est avocat, conseiller-clerc du parlement de Paris, chanoine et archidiacre d'Angers Agent général du clergé de France en 1580-1582, commendataire de l'Abbaye Toussaint d'Angers en 1598 et doyen de l'église d'Angers en 1600. il est fait évêque de Tréguier en 1602, mais il meurt en 1608 sans avoir pris possession de son siège épiscopal qui est attribué en 1604  par Henri IV de France à Adrien d'Amboise.

## Héraldique
Ses armoiries sont : d'azur à trois coquilles d'or.
- VIAF
- ISNI
- BnF (données)
- IdRef
- LCCN
- GND
- Belgique
- Pologne
- WorldCat